# Libnotes (Metalibnotes) hebridensis
Libnotes (Metalibnotes) hebridensis is een tweevleugelige uit de familie steltmuggen (Limoniidae). De soort komt voor in het Australaziatisch gebied.